# Grouplove
Grouplove (auch GROUPLOVE geschrieben) ist eine 2010 gegründete, US-amerikanische Indie-Band.

## Geschichte
Die Band setzt sich aus Hannah Hooper, Christian Zucconi, Sean Gadd, Andrew Wessen und Ryan Rabin zusammen. Ihre Debüt-EP wurde von Ryan Rabin produziert, zunächst unabhängig veröffentlicht und später von Canvasback/Atlantic mit einem Bonus-Track erneut herausgegeben. Ihr Debüt-Album Never Trust a Happy Song, das ebenfalls von Rabin produziert wurde, wurde weltweit am 13. September 2011 veröffentlicht. Ihr zweites Studioalbum Spreading Rumors erschien am 17. September 2013. Im Jahr 2014 stellte die Band ihr Titel-Lied zur Netflix-Serie BoJack Horseman vor.

## Diskografie

### Studioalben
| Jahr | Titel                    | Höchstplatzierung, Gesamtwochen, AuszeichnungChartplatzierungen (Jahr, Titel, Platzierungen, Wochen, Auszeichnungen, Anmerkungen) | Höchstplatzierung, Gesamtwochen, AuszeichnungChartplatzierungen (Jahr, Titel, Platzierungen, Wochen, Auszeichnungen, Anmerkungen) | Anmerkungen                              |
| Jahr | Titel                    | UK | US | Anmerkungen                              |
| ---- | ------------------------ | --- | --- | ---------------------------------------- |
| 2011 | Never Trust a Happy Song | — | US75 Gold · (9 Wo.)US | Erstveröffentlichung: 5. September 2011  |
| 2013 | Spreading Rumours        | — | US21 (3 Wo.)US | Erstveröffentlichung: 17. September 2013 |
| 2016 | Big Mess                 | — | US40 (1 Wo.)US | Erstveröffentlichung: 9. September 2016  |
| 2020 | Healer                   | — | US94 (1 Wo.)US | Erstveröffentlichung: 13. März 2020      |
| 2021 | This Is This             | — | — | Erstveröffentlichung: 12. März 2021      |
| 2023 | I Want It All Right Now  | — | — | Erstveröffentlichung: 7. Juli 2023       |

EPs
- 2010: Grouplove
- 2015: Under the Covers
- 2017: Little Mess

### Singles
| Jahr | Titel Album                          | Höchstplatzierung, Gesamtwochen, AuszeichnungChartplatzierungen (Jahr, Titel, Album, Platzierungen, Wochen, Auszeichnungen, Anmerkungen) | Höchstplatzierung, Gesamtwochen, AuszeichnungChartplatzierungen (Jahr, Titel, Album, Platzierungen, Wochen, Auszeichnungen, Anmerkungen) | Anmerkungen                             |
| Jahr | Titel Album                          | UK | US | Anmerkungen                             |
| ---- | ------------------------------------ | --- | --- | --------------------------------------- |
| 2011 | Tongue Tied Never Trust a Happy Song | UK84 Platin · (1 Wo.)UK | US42 ×5Fünffachplatin · (20 Wo.)US | Erstveröffentlichung: 2. September 2011 |

Weitere Singles
- 2010: Colours (US: Gold)
- 2011: Itchin’ on a Photograph
- 2013: Make It to Me (mit Manchester Orchestra)
- 2013: Ways to Go (US: Gold)
- 2014: Shark Attack
- 2014: I’m With You
- 2014: Let Me In
- 2016: Welcome to Your Life
- 2017: Good Morning
- 2017: Remember That Night
- 2020: Deleter
- 2020: Youth
- 2020: Inside Out
- 2020: Dancing On My Own
- 2020: Broken Angel
- 2020: A Grouplove Christmas
- 2020: Wildflowers
- 2021: Deadline
- 2021: You Oughta Know
- 2023: Hello (feat. KennyHoopla)
- 2023: All
- 2023: Francine
- 2023: Cheese

## Auszeichnungen für Musikverkäufe
| Goldene Schallplatte - Australien - 2012: für die Single Tongue Tied - Neuseeland - 2024: für das Album Never Trust a Happy Song | 2× Platin-Schallplatte - Neuseeland - 2023: für die Single Tongue Tied |

Anmerkung: Auszeichnungen in Ländern aus den Charttabellen bzw. Chartboxen sind in ebendiesen zu finden.
| Land/RegionAuszeichnungen für Musikverkäufe (Land/Region, Auszeichnungen, Verkäufe, Quellen) | Gold     | Platin     | Verkäufe  | Quellen              |
| -------------------------------------------------------------------------------------------- | -------- | ---------- | --------- | -------------------- |
| Australien (ARIA)                                                                            | Gold1    | —          | 35.000    | aria.com.au          |
| Neuseeland (RMNZ)                                                                            | Gold1    | 2× Platin2 | 67.500    | radioscope.co.nz NZ2 |
| Vereinigte Staaten (RIAA)                                                                    | 3× Gold3 | 5× Platin5 | 6.500.000 | riaa.com             |
| Vereinigtes Königreich (BPI)                                                                 | —        | Platin1    | 600.000   | bpi.co.uk            |
| Insgesamt                                                                                    | 5× Gold5 | 8× Platin8 |           |                      |

## Trivia
- Die 2011 veröffentlichte Single Colours (Captain Cuts Remix) ist Bestandteil des Soundtracks des Videospiels FIFA 12.
- Außerdem schrieb Grouplove exklusive Lieder für die Filme Das Schicksal ist ein mieser Verräter und Margos Spuren, sowie für die Netflix-Serie BoJack Horseman und die HBO-Serie Girls.